# إلياس (اسم)
إلياس هو اسم علم مذكر عبري ذو أصل يوناني يستخدم كثيرًا في العالم الإسلامي، ومن الشخصيات البارزة التي تحمل هذا الإسم:
- إلياس، النبي المذكور في القرآن الكريم
- إلياس بن مضر، جد النبي محمد.
- محمد إلياس قادري، مؤسس الدعوة الإسلامية
- إلياس بابار (1926-2002)، مدرب رياضي هندي
- إلياس أحمد (توضيح)، عدة أشخاص
- إلياس دمير (مواليد 1985)، فنان عسكري تركي
- إلياس جورخانوف (1967-2005)، زعيم المتمردين الروس
- إلياس جول (مواليد 1968)، لاعب كريكيت باكستاني
- إلياس حسين إبراهيم (مواليد 1957)، سياسي من جزر المالديف
- إلياس كهرمان (مواليد 1976)، لاعب كرة قدم تركي
- إلياس كانشان، ممثل بنغلاديشي
- إلياس كشميري (1964-2011)، ناشط في القاعدة الباكستانية
- شمس الدين إلياس شاه، سلطان البنغال الأول
- إلياس شورباييف (1975-2008)، صحفي روسي
- إلياس شكرو أوغلو (مواليد 1966)، مصارع تركي
- إلياس توفيكجي (مواليد 1960)، لاعب كرة قدم تركي
- محمد إلياس الكاندهلوي، مؤسس جماعة التبليغ